# Olapa
Olapa is een geslacht van vlinders van de familie spinneruilen (Erebidae), uit de onderfamilie Lymantriinae.

## Soorten
- O. atricosta Hampson, 1909
- O. bipunctata (Holland, 1920)
- O. brachycerca Collenette, 1936
- O. crocicollis Herrich-Schäffer, 1854
- O. fulviceps Hampson, 1910
- O. furva Hampson, 1905
- O. imitans Aurivillius, 1910
- O. ituri Collenette, 1931
- O. jacksoni Collenette, 1957
- O. jacksonia Collenette, 1957
- O. leptomita Collenette, 1931
- O. macrocerca Collenette, 1936
- O. makala Bethune-Baker, 1909
- O. malagasy Griveaud, 1977
- O. melanocera Hampson, 1909
- O. nigribasis Janse, 1917

- O. nigricosta Hampson, 1905
- O. notia Collenette, 1959
- O. nuda Holland, 1897
- O. phaeospila Collenette, 1953
- O. sakania (Berio, 1937)
- O. sobo Collenette, 1960
- O. tavetensis (Holland, 1892)
- O. terina Collenette, 1959